# Joseph-Maurice Exelmans

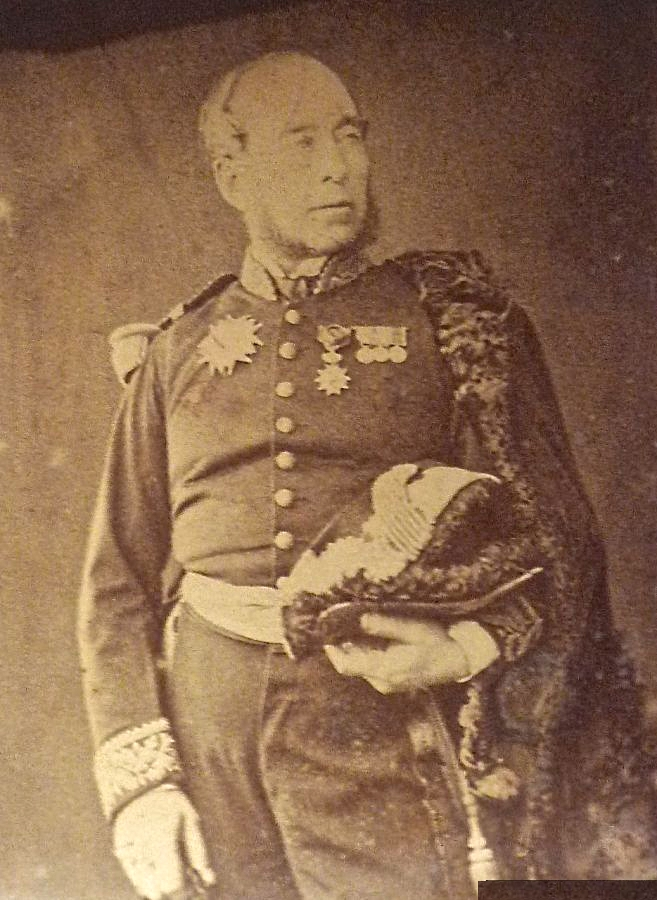
Joseph-Maurice Exelmans

Joseph-Maurice, vicomte Exelmans (* 19. April 1816 in Ixelles/Elsene; † 25. Juli 1875 in Rochefort) war ein französischer Admiral.
Joseph-Maurice war der Sohn des Marschalls von Frankreich Rémy-Isidore Exelmans. Er trat 1831 in die Marine ein, wurde 1851 Fregattenkapitän, 1864 Konteradmiral, 1874 Vizeadmiral. Er war Chef der Rheinflottille und Mitglied des Conseil d'amirauté. 1874/75 war er Marinepräfekt des 4. Marine-Arrondissements in Rochefort.
Sein Sohn war der im Jahr 1854 geborene General Charles-Marie-Jacques-Octave Exelmans.
| Personendaten    | Personendaten                                         |
| ---------------- | ----------------------------------------------------- |
| NAME             | Exelmans, Joseph-Maurice                              |
| ALTERNATIVNAMEN  | Exelmans, Joseph-Maurice vicomte (vollständiger Name) |
| KURZBESCHREIBUNG | französischer Admiral                                 |
| GEBURTSDATUM     | 19. April 1816                                        |
| GEBURTSORT       | Ixelles/Elsene                                        |
| STERBEDATUM      | 25. Juli 1875                                         |
| STERBEORT        | Rochefort                                             |